# Га-Поель га-мізрахі
«Га-Поель га-мізрахі» (івр. הַפּוֹעֵל הַמִּזְרָחִי, букв. «працівник „Мізрахі“») — політична партія та заселенський рух в Ізраїлі. Один із попередників Національно-релігійної партії (МАФДАЛ) та партії «Єврейський дім».

## Історія
«Га-Поель га-мізрахі» утворилися в Єрусалимі в 1922 році під сіоністським гаслом «Тора ва-авода» («Тора і праця») як релігійна сіоністська організація, яка підтримувала заснування релігійних кібуців і мошавів, де люди працювали відповідно до вимог Галахи. Назва організації походить від сіоністської організації «Мізрахі» і є абревіатурою на івриті від назви «Релігійний центр» (івр. מרכז רוחני, «Мерказ Рухані»).
На виборах до першого Кнесету партія балотувалася як партія зі спільного списку під назвою «Об'єднаний релігійний фронт» разом із «Мізрахі», «Аґудат Їсраель» та «Поалей Аґудат Їсраель». Фронт отримав 16 місць, з яких «Га-Поель га-мізрахі» отримала сім, що зробило її третьою за величиною партією в Кнесеті після партій «Мапай» і «Мапам». Партію запросили приєднатися до коаліційного уряду Давида Бен-Гуріона, а Хаїма Моше Шапіра, депутата від «Га-Поель га-мізрахі», призначили міністром внутрішніх справ, міністром охорони здоров'я та міністром абсорбції в першому уряді.
«Об'єднаний релігійний фронт» зіграв важливу роль у поваленні першого уряду через незгоду з партією «Мапай» щодо питань, що стосувалися освіти в нових таборах іммігрантів та системи релігійної освіти, а також через вимоги закрити Міністерство постачання та нормування, а міністром торгівлі та промисловості призначити бізнесмена. Бен-Гуріон пішов у відставку 15 жовтня 1950 року. Через два тижні, коли проблеми були вирішені, він сформував другий уряд із тими ж партнерами по коаліції та міністрами, що й раніше.
На виборах 1951 року партія балотувалася до Кнесету під назвою «Тора ва-авода — Га-Поель га-мізрахі». Вони отримали вісім місць, що зробило їх четвертою за величиною партією. Вони знову приєдналися до урядової коаліції і залишилися членами всіх чотирьох урядів другого Кнесету. Шапіра зберіг свою посаду міністра внутрішніх справ, а також став міністром релігій. Коли третій уряд розпався, Шапіра втратив МВС і став міністром соціального захисту. У шостому уряді він повернув собі Міністерство внутрішніх справ. Йосеф Бург також став міністром, очолювавши Міністерство охорони здоров'я в третьому уряді, а Міністерство поштових послуг у четвертому, п'ятому і шостому.
На виборах 1955 року партія об'єднала зусилля зі своїм ідейним побратимом «Мізрахі», щоб сформувати «Національний релігійний фронт». Нова партія отримала одинадцять місць (з них «Га-Поель га-мізрахі» отримала дев'ять), зробивши її четвертою за чисельністю, і знову партія стала партнером з коаліції в обох урядах третього Кнесету. У 1956 році об'єднання двох партій стало постійним, а назву змінено на «Національно-релігійна партія».

## Депутати кнесету
| Кнесет            | Депутати Кнесету |
| ----------------- | --- |
| 1 (1949—1951) (7) | Моше Уна, Йосеф Бурґ, Еліягу Ґанховскі, Аарон Ґрінберґ, Зерах Варгафтіґ, Моше Кельмер (його замінив Еліягу Мазур від «Аґудат-Ісраель» з 11 березня 1949 року), Хаїм Моше Шапіра |
| 2 (1951–1955) (8) | Хаїм-Моше Шапіра, Моше Уна, Іцхак Рафаель, Йосеф Бург, Зерах Варгафтіґ, Еліягу Моше Ґанховскі, Моше Кельмер, Міхаель Хазані                                                     |
| 3 (1955—1956) (9) | Моше Уна, Йосеф Бурґ, Аарон Ґрінберґ, Зерах Варгафтіґ, Фріджа Зоарец, Міхаель Хазані, Моше Кельмер, Іцхак Рафаель, Хаїм Моше Шапіра                                             |

## Виноски
1. ↑  Zionism and Religion, S. Almog, Jehuda Reinharz, Anita Shapira. Архів оригіналу за 31 січня 2022. Процитовано 31 січня 2022.